# Aston Martin DBR9
Aston Martin DBR9 — гоночный автомобиль, построенный Aston Martin Racing в 2005 году.
Название DBR9 происходит от оригинального автомобиля-победителя соревнований 24 часа Ле-Мана — DBR1, который в свою очередь был назван в честь владельца Дэвида Брауна, победившего не только в 24-часовой гонке 1959 года, но и в World Sportscar. Автомобиль создан по виду серийного авто Aston Martin DB9